# Marienkirche (Tell Nasri)

Ruine der Marienkirche von Tell Nasri, August 2024

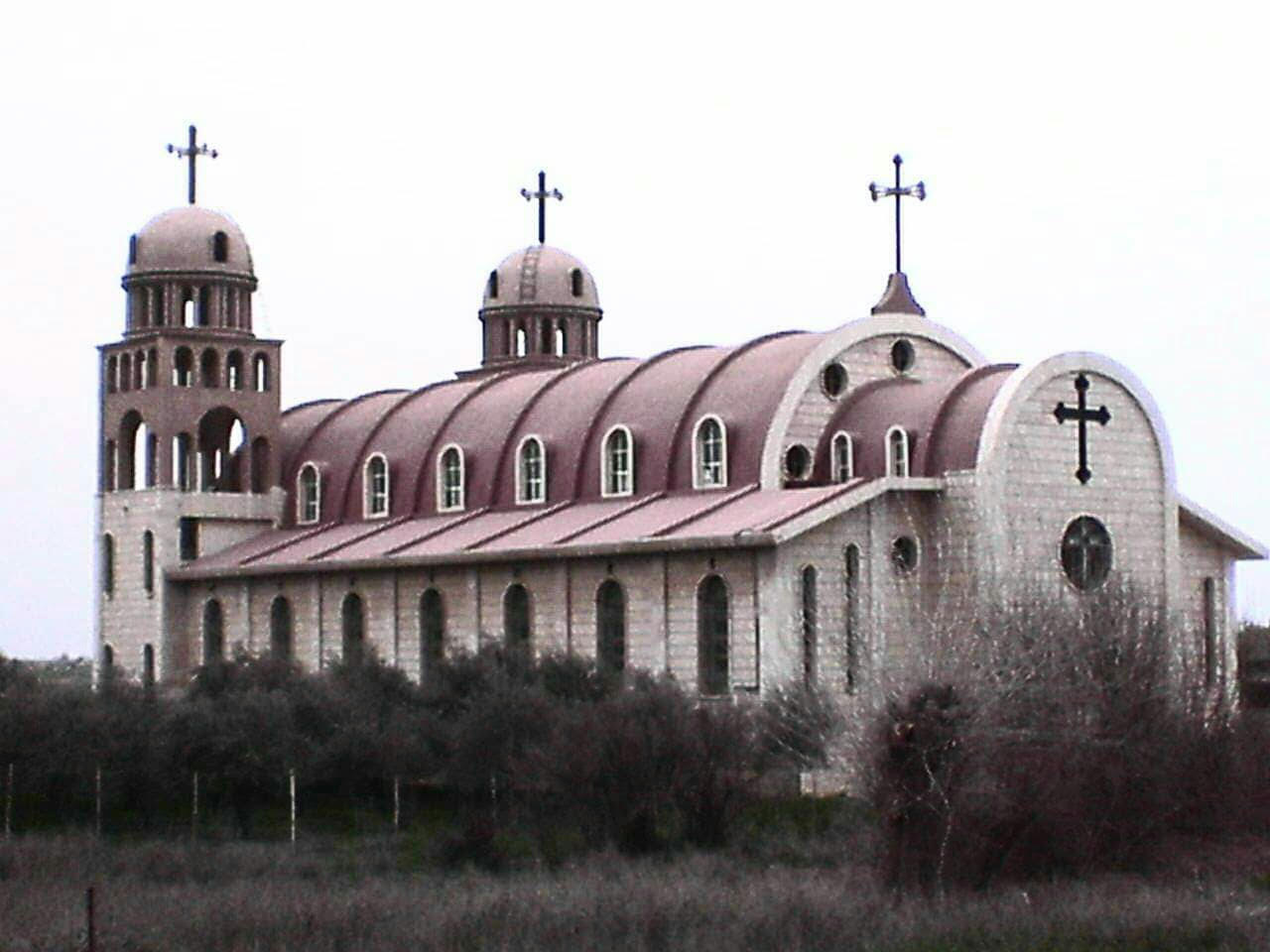
Marienkirche von Tell Nasri vor ihrer Zerstörung

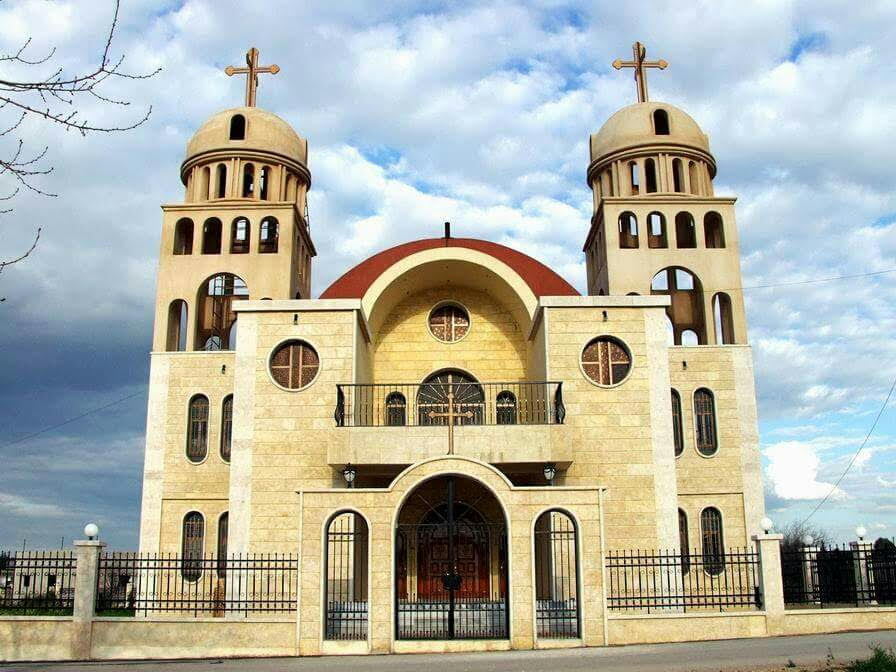
Marienkirche von Tell Nasri, Hauptportal

Die Marienkirche von Tell Nasri oder Mart Meryem (arabisch كنيسة مارت مريم), syrisch Mat-Maryam ist ein heute in Ruinen stehendes Kirchengebäude der Assyrischen Kirche des Ostens in der von christlichen Chabur-Assyrern bewohnten Ortschaft Tell Nasri in Syrien. Es war der größte assyrische Kirchenbau in Syrien. Seit ihrer Sprengung durch die Terrororganisation Daesch (IS) am Ostersonntag 2015 ist sie nicht mehr als Kirche nutzbar.

## Allgemeines
Die Wallfahrtskirche Mat-Maryam besaß ein großes Kirchenschiff und zwei hohe Türme mit auffälligen Kreuzen. Sie war (beziehungsweise ihre Ruine ist) von weitem gut sichtbar. Es handelt(e) sich um die größte aller Kirchen der Assyrischen Kirche des Ostens in Syrien.

## Geschichte
Die erste Wallfahrtskirche Mat-Maryam (auch: Mart Meryem, Sankt Marien) wurde 1934 aus Lehm errichtet, als das neue Dorf der Chabur-Assyrer Tell Nasri von den aus dem Raum Hakkâri stammenden Walṭwaye („Leute von Walṭo“) gegründet wurde. Ende des 20. Jahrhunderts entstand die neue Kirche aus Beton.
Im Bürgerkrieg in Syrien wurde Tell Nasri am 23. Februar 2015 von der islamistischen Terrororganisation Daesch (IS) erobert. Alle Einwohner verließen vor der drohenden Terrorherrschaft den Ort. Am Ostersonntag, dem 5. April 2015, versuchten Einheiten der Demokratischen Kräfte Syriens vergeblich, den Ort wieder einzunehmen. An diesem Tag sprengten die Islamisten um 9 Uhr früh die Marienkirche von Tell Nasri, nachdem sie bereits sämtliche Wohnhäuser zerstört hatten. Im Mai 2015 gelang es den Demokratischen Kräften Syriens auf Grund US-amerikanischer Luftangriffe gegen Daesch, Tell Nasri zurückzuerobern. Nach dem Ende der Terrorherrschaft kehrten von ehemals 1000 Einwohnern (oder 650 im Jahre 2004 laut Volkszählung) fünf Personen – Mitglieder einer Familie und Mitglieder der Kirchengemeinde – bis 2019 nach Tell Nasri zurück. Die Kirche steht ebenso wie ein Großteil der Wohnhäuser nach wie vor in Ruinen.